# Майлс Кенеди
Майлс Ричард Кенеди (на английски: Myles Richard Kennedy) е американски музикант и автор на песни, както и певец, най-добре познат с работата си като вокал и ритъм китарист на рок групата Алтър Бридж, както и като вокал в последния солов проект на Слаш. Бивш китарен инструктор от Споукейн, щата Вашингтон, Кенеди съчетава китарната и вокалната дейност, като има тенорен вокален диапазон, който варира между четири октави. Той е работил като сесиен музикант и автор на песни, като прави участия в студиото и по концерти с различни музиканти, както и в няколко проекта по време на кариерата си.

## Биография
Роден е и израства в Споукейн, Вашингтон, където ходи в колежа Споукейн Фолс Къмюнити Колидж, за да получи образование по музикална теория. Кариерата му датира от 1990 г., когато е вокал на инструменталния джаз състав Козмик Дъст, с който има един студиен албум. Втората му банда, Ситизън Суинг, издава два албума, преди да се разпадне през 1995 г. После той оглавява и става главен вокал и главен китарист на рок групата, гравитираща около Споукейн, наречена Мейфийлд Фор. Сформирана през 1996 г., тя издава два студийни албума – Fallout (1998) и Second Skin (2001). В периода, когато е в бандата, той прави единично появяване в Rock Star, филм с Марк Уалбърг и Дженифър Анистън. Мейфийлд Фор се разпада година по-късно, през 2002 г. Отказва предложение да бъде прослушан за място във Велвет Риволвър. Той получава покана да се включи в Алтър Бридж от тогавашните членове на Крийд. По време на концертния цикъл за Blackbird, той започва работа с бившия китарист на Гънс Ен Роузис, Слаш, и присъства на първия му албум, наречен Slash. Той участва в две песни – Back from Cali и Starlight. Заедно със Слаш и подкрепящата концертна група, известна като Конспиратърс, той записва две студийни работи – Apocalyptic Love (2012) и World on Fire. Пред него предстои извършването на работа по индивидуален албум.